# Archidium dinteri
Archidium dinteri là một loài rêu trong họ Archidiaceae. Loài này được Irmsch. Snider mô tả khoa học đầu tiên năm 1975.